# Radostín (ort i Tjeckien, lat 49,65, long 15,88)
Radostín är en ort i Tjeckien. Den ligger i regionen Vysočina, i den centrala delen av landet, 120 km öster om huvudstaden Prag. Radostín ligger 625 meter över havet och antalet invånare är 156.
Terrängen runt Radostín är lite kuperad, och sluttar västerut.Runt Radostín är det ganska glesbefolkat, med 43 invånare per kvadratkilometer. Närmaste större samhälle är Žďár nad Sázavou, 11,0 km söder om Radostín. I omgivningarna runt Radostín växer i huvudsak barrskog.